# Governo del Canada
Il Governo del Canada, ufficialmente Governo di Sua Maestà (in inglese Government of Canada o His Majesty's Government, in francese Gouvernement du Canada o Gouvernement de Sa Majesté), è l’organo costituzionale detentore del potere esecutivo a livello federale e per l'intero territorio canadese. 
In esso, poiché il Canada è una monarchia costituzionale, il re del Canada, rappresentato dal governatore generale, è il capo dello stato ma è escluso dalle decisioni di indirizzo politico, gestite invece dal Gabinetto del Canada, di cui il capo del governo è il Primo ministro. 
Ciononostante, il governo del Canada si articola, per alcuni ministri, anche in una partecipazione nel Consiglio privato del Re, che consiglia il suddetto Governatore (ed un tempo gli forniva le effettive indicazioni politiche) su come agire nell’espletamento dei propri compiti. Essendo tuttavia il Consiglio privato un organo ormai simbolico, il potere esecutivo è in realtà esercitato dal governo in senso stretto.
Il potere esecutivo in Canada è in gran parte regolato dal Titolo III della Legge costituzionale del 1867, che conferisce potere esecutivo al monarca o al suo rappresentante, con l'assistenza del Consiglio privato. Tuttavia, il principio della responsabilità ministeriale nel sistema di Westminster mitiga ciò, anche grazie alla prassi, assicurando che sia nei fatti il Primo ministro ad essere responsabile. 
Da notare che, salvo nomine sopravvenute, i ministri della Corona (compreso il Primo ministro) e i ministri di stato sono generalmente tutti membri del Parlamento del Canada, e più nello specifico della Camera dei comuni (anche se non sempre). 
A causa del federalismo, infine, il governo del Canada esercita il potere esecutivo solo nelle sue aree di giurisdizione. I poteri esecutivi relativi alla giurisdizione provinciale sono esercitati dai governi provinciali.
L'attuale Primo ministro è Mark Carney, leader del Partito Liberale (LPC-PLC). È stato nominato in questa posizione dal governatore generale Mary Simon, a nome del re Carlo III, il 14 marzo 2025.